# ライプニッツ郡

ライプニッツ郡
Bezirk Leibnitz

ライプニッツ郡（ライプニッツぐん、独: Bezirk Leibnitz）は、オーストリアのシュタイアーマルク州にある郡（Bezirk; 行政管区とも訳される）。郡庁所在地はライプニッツ。
西でドイチュランツベルク郡と、北西でグラーツ＝ウムゲーブング郡と、東でフェルトバハ郡およびラトカースブルク郡と接する。南はスロベニアとの国境となっている。
ライプニッツ郡には以下の48の市町村（Gemeinde; ゲマインデ）がある。そのうちライプニッツが市（Stadt）に、また16自治体が町（Marktgemeinde; 市場町）に指定されている。
- アラーハイリゲン・バイ・ヴィルドン Allerheiligen bei Wildon
- アルンフェルス Arnfels （町）
- ベルクハウゼン Berghausen
- ブライテンフェルト・アム・タンネンリーゲル Breitenfeld am Tannenriegel
- エーレンハウゼン Ehrenhausen （町）
- アイヒベルク＝トラウテンブルク Eichberg-Trautenburg
- エンペルスドルフ Empersdorf
- ガベルスドルフ Gabersdorf
- ガムリッツ Gamlitz （町）
- グランツ・アン・デア・ヴァインシュトラーセ Glanz an der Weinstraße
- グラインシュテッテン Gleinstätten （町）
- グラーラ Gralla
- グロースクライン Großklein （町）
- ハインスドルフ・イム・シュヴァルツァウタール Hainsdorf im Schwarzautal
- ハイリゲンクロイツ・アム・ヴァーゼン Heiligenkreuz am Waasen （町）
- ハイムシュー Heimschuh
- ヘングスベルク Hengsberg
- カインドルフ・アン・デア・ズルム Kaindorf an der Sulm （町）
- キッツェク・イム・ザオザール Kitzeck im Sausal
- ラング Lang
- レブリング＝ザンクト・マルガレーテン Lebring-Sankt Margarethen （町）
- ライプニッツ Leibnitz （市）
- ロイチャッハ Leutschach （町）
- オーバーハーク Oberhaag
- オーバーフォガウ Obervogau
- ピシュトルフ Pistorf
- ラグニッツ Ragnitz
- ラッチュ・アン・デア・ヴァインシュトラーセ Ratsch an der Weinstraße
- レッツナイ Retznei
- ザンクト・アンドレ＝ヘッヒ Sankt Andrä-Höch
- ザンクト・ゲオルゲン・アン・デア・シュティーフィング Sankt Georgen an der Stiefing （町）
- ザンクト・ヨーハン・イム・ザッガウタール Sankt Johann im Saggautal
- ザンクト・ニコライ・イム・ザウザル Sankt Nikolai im Sausal （町）
- ザンクト・ニコライ・オプ・ドラスリング Sankt Nikolai ob Draßling
- ザンクト・ウルリヒ・アム・ヴァーゼン Sankt Ulrich am Waasen
- ザンクト・ファイト・アム・フォーガウ Sankt Veit am Vogau （町）
- シュロスベルク Schloßberg
- ゼッガウベルク Seggauberg
- シュピールフェルト Spielfeld
- シュトッキング Stocking
- シュトラス・イン・シュタイアーマルク Straß in Steiermark （町）
- ズルツタール・アン・デア・ヴァインシュトラーセ Sulztal an der Weinstraße
- ティルミチュ Tillmitsch
- フォーガウ Vogau
- ヴァーグナ Wagna （町）
- ヴァイテンドルフ Weitendorf
- ヴィルドン Wildon （町）
- ヴォルフスベルク・イム・シュヴァルツァウタール Wolfsberg im Schwarzautal （町）